# Rue Montesquieu (Nancy)
Pour les articles homonymes, voir Rue Montesquieu.
La rue Montesquieu est une voie de la commune de Nancy, sise dans le département de Meurthe-et-Moselle, en région Lorraine. La plupart des immeubles de la rue datent du XVIIIe siècle.

## Situation et accès
La rue de Montesquieu, d'une direction générale nord-sud, est placée au sein de la Ville-neuve, elle appartient administrativement au quartier Charles III - Centre Ville.
Elle relie la rue Saint-Georges, au nord, à la rue des Tiercelins. La rue croise approximativement à son milieu et perpendiculairement la rue de la Primatiale.

## Origine du nom
Elle porte le nom du penseur politique, précurseur de la sociologie, philosophe et écrivain français Charles de Secondat, baron de la Brède et de Montesquieu (1689-1755) qui fut président au Parlement de Bordeaux.

## Historique
La rue Montesquieu a été construite au XVIIIe siècle, concomitamment à l'édification de la Primatiale et des immeubles mitoyens, constructions qui s'étalèrent sur quatre décennies, de 1703 à 1743. La voie marquait la limite occidentale du Clos des Chanoines. Initialement, selon les plans du projet de Charles III, la Primatiale devait recevoir son entrée dans la rue Montesquieu, néanmoins les travaux furent arrêtés durant le XVIIe siècle. Les religieux durent fréquenter un édifice religieux provisoire, et ce de 1609 à 1743. L’entrée de ce lieu se trouvait à l’emplacement du n° 19 de la voie actuelle.
La voie fut primitivement nommée « Rue de la Primatiale » en 1728, puis « Rue de la Vieille-Primatiale » en 1767. La Révolution lui fit prendre le nom « Rue de Montesquieu » en 1791, d'après le philosophe théoricien de la séparation des pouvoirs, en 1791. À la suite de la Restauration en 1814, la voie redevient « rue de la Vieille-Primatiale » avant de reprendre son nom révolutionnaire « rue Montesquieu » depuis en 1830.

## Bâtiments remarquables et lieux de mémoire
La voie compte plusieurs hôtels particuliers, édifiés au XVIIIe siècle. La rue compte deux édifices protégés :
- no 8 : immeuble dont la porte d'entrée sur rue et les deux fontaines situées dans la cour sont inscrites au titre des monuments historiques par arrêté du 30 juin 1944[2].
- no 11 : Immeuble dont la porte d'entrée avec vantail en menuiserie et imposte en fer forgé est inscrite par arrêté du 27 février 1946 au titre des monuments historiques[3].